# Ropica variabilis
Ropica variabilis là một loài bọ cánh cứng trong họ Cerambycidae.